# Ermesinda

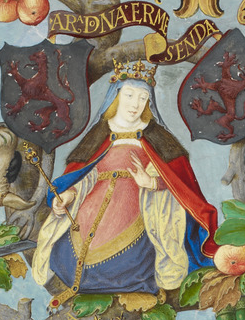
Ermesinda das Astúrias, em iluminura da Genealogia dos Reis de Portugal (1530-1534).

Ermesinda era filha de Pelágio das Astúrias e irmã de Fávila. Transmitiu a linhagem e a herança do trono das Astúrias ao seu marido Afonso I, filho de Pedro, Duque da Cantábria.

## Biografia
Terá nascido entre os anos 720 e 730, provavelmente na região de Oviedo, facto que não se encontra documentado, da mesma forma que a maioria dos sucessos, feitos e personagens contemporâneos do turbilhão daquela época, por um lado a invasão muçulmana e colapso do Reino Visigótico, e, por outro, o confinamento àquela regiáo das Astúrias e respectivo desconhecimento sobre a linhagem de D. Pelágio, e respectiva fuga da corte toledana em direcção ao Norte peninsular, caso este seja, efectivamente, um dignitário na capitalidade do reino visigodo.
Segundo a Crónica Albeldense, era filha de Pelágio e de Gaudiosa e casou com aquele que, mais tarde, se tornaria no sucessor do seu pai, Afonso I, filho de Pedro, último duque da Cantábria, quando, em 739, ao morrer o seu irmão Fávila, o esposo viria a ocupar o trono das Astúrias, entre 739 e 757.
Do seu matrimónio nasceram dois filhos e uma filha:
- Fruela, futuro rei das Astúrias
- Vimarano, assassinado pelo seu irmão Fruela em 765.
- Adosinda, a esposa do rei Silo das Astúrias.